# Ratusz w Auvers 14 lipca 1890
Ratusz w Auvers 14 lipca 1890 (hol. Het gemeentehuis op 14 juli, ang. Auvers Town Hall on 14 July 1890) – obraz olejny Vincenta van Gogha (nr kat.: F 790, JH 2108) namalowany w lipcu 1890 podczas pobytu w miejscowości Auvers-sur-Oise.

## Historia i opis
Obraz przedstawia główny plac Auvers udekorowany licznymi trójkolorowymi flagami w dzień upamiętniający rocznicę szturmu Bastylii – narodzin rewolucji, która wykształciła pojęcie narodu francuskiego, a Francji dala pozycję lidera w przemianach, jakie potem nastąpiły. Vincent van Gogh namalował obraz dokładnie 101 lat po tym wydarzeniu. Choć był Holendrem, obchody tej rocznicy głęboko go poruszyły, ponieważ rewolucja francuska pokazała, że świat można zmienić, a przede wszystkim dlatego, iż on sam jako artysta również dążył do stworzenia alternatywnego, opozycyjnego świata. 
Utopijność nowoczesnego świata może być, w pewnym sensie, w całości wyprowadzona z tamtego ogromnego przewrotu, który stworzył nie tylko nowy porządek społeczny, ale przede wszystkim nowy sposób myślenia zmieniając nie tylko państwo, ale też ludzkie umysły. Sztuka Vincenta van Gogha pozostaje do dziś najbardziej radykalnym świadectwem ducha rewolucyjnego, nie co do wyboru tematów, ale w samym wyglądzie jego obrazów, ich siermiężności i celowym niedopracowaniu oraz energii, z jaką zostały namalowane.